# Elazığ (település)
Elazığ Törökország Elazığ tartományának székhelye. A területet már i.e. 2000 évvel is lakták, a hurrik voltak az első ismert nép a környéken. Magát a várost II. Mahmud szultán idejében, 1834-ben alapították, Mezra néven. 1937-ben, Mustafa Kemal Atatürk adta a városnak az Elazık nevet, ami később Elazığra változott.
A város egyik leghíresebb szülötte a népszerű színész Necati Şaşmaz, aki többek között a Farkasok völgye: Irak című film főszereplője.